# أرفيد جي. هانسن
أرفيد جي. هانسن (بالنرويجية البوكمول: Arvid G. Hansen)‏ هو محرر وسياسي نرويجي، ولد في 5 مايو 1894، وتوفي في 24 يناير 1966. حزبياً، نشط في حزب العمال وCommunist Party of Norway ‏.